# Anna von Hewen
Anna von Hewen, née en 1408 et morte le 9 janvier 1484 à Zurich, est une religieuse bénédictine ayant assuré durant plus de cinquante ans la charge d'abbesse du Fraumünster de Zurich.

## Biographie
Elle est la fille du baron Peter von Hewen, originaire de Souabe, et de son épouse, la comtesse Anna von Werdenberg-Heiligenberg. Elle est également la sœur cadette d'Heinrich von Hewen (de) (1398-1462), qui est l'évêque de Constance à partir de 1436.

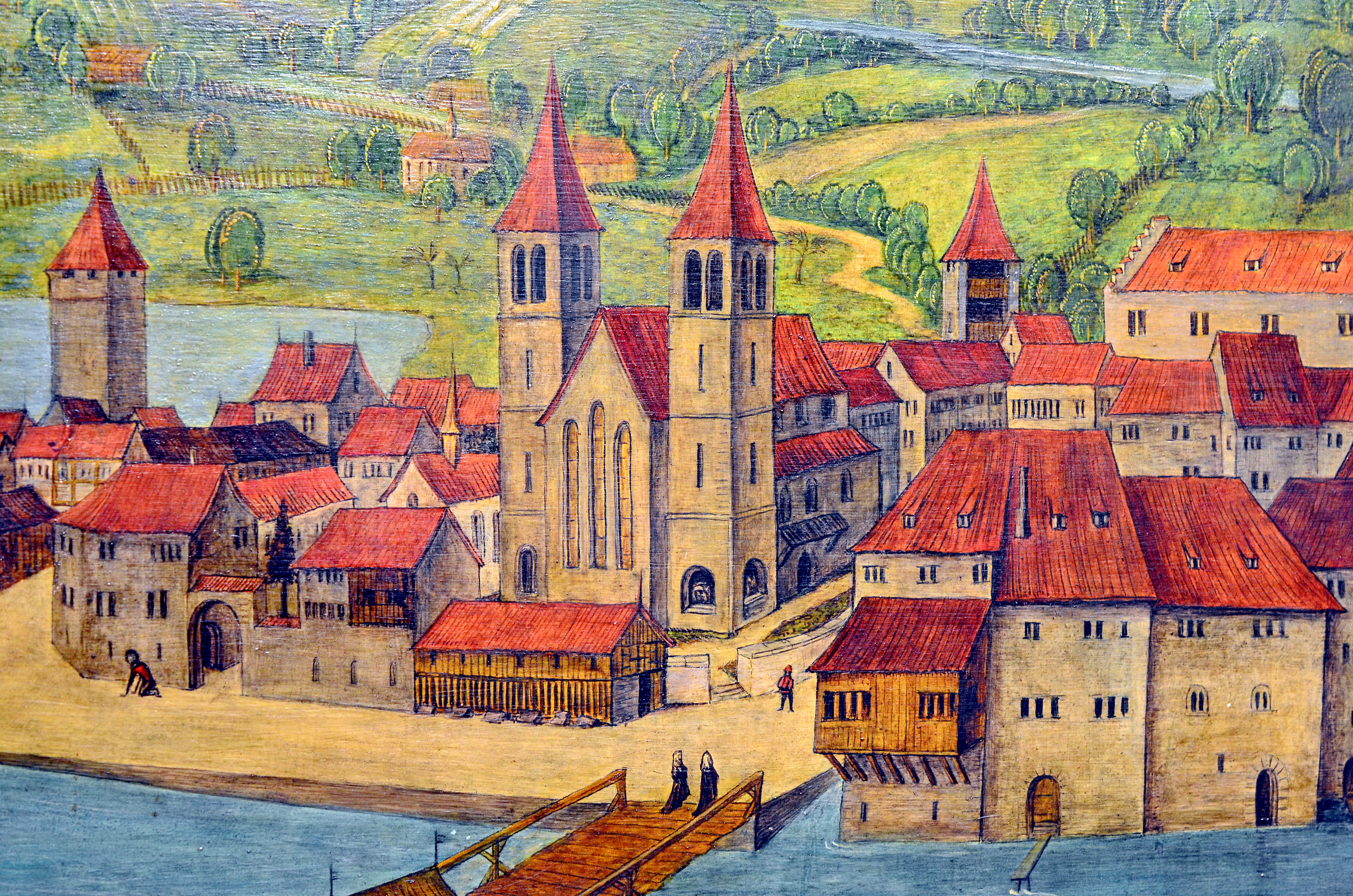
Le Fraumünster de Zurich à la fin du XV, par Hans Leu l'Ancien.

À la fin de l'année 1429, elle est élue abbesse du monastère bénédictin du Fraumünster de Zurich, où elle résidera jusqu'à sa mort. Pendant l'ancienne guerre de Zurich, devant la détérioration de la situation financière du monastère, le Conseil zurichois la désigne pour vérifier les comptes annuels. Contrairement à la majorité du Conseil, Anna von Hewen appartient au parti zurichois hostile aux Habsbourg. Au cours de ses dernières années de mandat, elle conduit des réformes monastiques afin de lier plus étroitement le couvent à la Règle de saint Benoît. Durant son mandat, un nouvel orgue est construit pour l'église abbatiale de 1479 à 1481, avec le soutien des Zurichois.